# Języki czesko-słowackie
Języki czesko-słowackie – grupa obejmująca trzy języki wywodzące się historycznie z jednego języka lub dialektu zachodniosłowiańskiego:
- czeski
- słowacki
- knaan †

Używane są przez ok. 18 milionów ludzi na świecie (czeski – 12 mln, słowacki – 6 mln), z czego większość to Czesi oraz Słowacy.